# Refuge d'oiseaux migrateurs de Betchouane
Le refuge d'oiseaux migrateurs de Betchouane est une aire protégée du Canada et l'un des 28 refuges d'oiseaux migrateurs situé dans la province de Québec. Ce refuge a pour mission de protéger un site de nidification important pour l'Eider à duvet et pour plusieurs autres oiseaux marins. Il est situé dans la Réserve de parc national de l'Archipel-de-Mingan  .

## Toponymie
Le nom du refuge d'oiseaux migrateurs de Betchouane provient du nom qui avait été donné à l'île à la Chasse dans l'archipel de Mingan. Bien que les deux noms aient été utilisés en concurrence, il fut décidé en 1979 de lui donner le nom d'île à la Chasse et d'utiliser le nom des Betchouanes à l'archipel. Le terme Betchouane provient du nom montagnais de l'île, Uepetshuan, qui signifie « où le courant est fort dans les deux sens »,.

## Géographie
Le refuge d'oiseaux est situé dans l'est du Québec, au nord du golfe du Saint-Laurent à environ 25 km à l'est de Havre-Saint-Pierre. Le refuge ne comprend que deux îles: l'île Innu et l'île à Calculot des Betchouanes, qui font partie de l'archipel de Mingan. Le territoire du refuge est compris dans la municipalité de Havre-Saint-Pierre, elle-même située dans la municipalité régionale de comté de la Minganie et la région de la Côte-Nord. Le refuge a une superficie de 435 ha sont  35 ha sont situés en milieu terrestre et 400 ha em milieu marin.
Le territoire terrestre du refuge (34,5 ha), est inclus dans la réserve de parc national de l'Archipel-de-Mingan. Le refuge regroupe aussi 3 habitats fauniques, soit les colonies d'oiseaux situées sur une île ou une presqu'île du Refuge Betchouane, l'Îlot (213) (1,41 ha), du Refuge des Betchouanes (Île à Calculot) (213) (9,58 ha) et du Refuge des Betchouanes (Île Innu) (213) (28,06 ha). Finalement le territoire du refuge compose l'entièreté de la zone importante pour la conservation des oiseaux (ZICO) Betchouane.